# Besluitwet betreffende de beteugeling van de dronkenschap
De Besluitwet betreffende de beteugeling van de dronkenschap is een Belgische strafwet van 14 november 1939 die dronkenschap aan banden legt. Het is een besluitwet aangenomen tijdens de Schemeroorlog onder de regering-Pierlot III op grond van een buitengewone-machtenwet.

## Bepalingen

### Strafbaarstellingen
De besluitwet maakt deel uit van het bijzonder strafrecht en creëert een aantal misdrijven:
- Openbare dronkenschap (artikel 1)
- Opdienen van dronkenmakende dranken aan een persoon die kennelijk dronken is (artikel 4)
- Een persoon doen drinken totdat hij kennelijk dronken is (artikel 6)
- Een uitdaging tot drinken voorstellen of aanvaarden, wanneer de uitdaging dronkenschap bij één of meer wedders veroorzaakt (artikel 9)
- Het verkopen van spijzen of dranken in ontuchthuizen (artikel 11)

De term 'dronkenschap' is niet nader gedefinieerd en wordt begrepen in de gangbare betekenis. Volgens vaste cassatierechtspraak is iemand in staat van dronkenschap wanneer hij "wegens het innemen van alcoholische dranken zijn daden niet meer bestendig onder controle heeft", zonder dat vereist is dat de betrokkene zich niet meer van zijn daden bewust is. Voor het bewijs is geen ademtest of bloedonderzoek nodig: dronkenschap is een subjectieve notie, waarin bijvoorbeeld het feit dat een gewoontedrinker minder snel onder invloed is ook meespeelt.
Onder 'openbare plaats' wordt verstaan "elke voor het publiek toegankelijke plaats, onder meer de openbare weg, de drankslijterijen, de hotels, herbergen, spijshuizen, vermaakgelegenheden, magazijnen, kramen, schepen, treinen, trams, stations, werkhuizen of werven" (artikel 14). Ook besloten clubs en verenigingen worden als openbare plaatsen aanzien wanneer het voornaamste doel bestaat in drankverbruik of kansspel. Alleen voor openbare dronkenschap is de locatie van belang, het opdienen aan dronken personen of doen drinken tot dronkenschap is ook strafbaar in de privésfeer.
Deze misdrijven worden gestraft met korte gevangenisstraffen en/of geldboetes. Er zijn strafverzwaringen wanneer minderjarigen dronken worden gevoerd (artikel 4) of wanneer werkonbekwaamheid of dood het gevolg is (artikel 8). Voorts behoren ook een beroepsverbod van maximum twee jaar en een verval van het recht tot sturen tot het straffenarsenaal (artikel 10).

### Vrijheidsberoving
Openbare dronkenschap kan, wanneer de betrokkene wanorde, schandaal of gevaar schept, aanleiding geven tot een bestuurlijke aanhouding voor maximaal twaalf uur (artikel 1). In de politiecel kan hij of zij ontnuchteren. Er is recht op medische zorg.

### Drankschulden
Bijzonder is de regeling rond drankschulden in artikel 17 van de besluitwet: cafébazen en horeca-uitbaters kunnen de betaling van drankschulden door klanten niet in rechte afdwingen. Deze regel gaat terug op wetgeving van 1887, die het consumeren van alcohol op krediet wilde ontmoedigen vanwege de familiaal leed dat alcoholisme teweegbracht. De bepaling laat het subjectief recht op betaling van horeca-uitbaters intact, want een vrijwillige betaling kan niet worden teruggevorderd, maar wat hen wordt ontnomen is de mogelijkheid wanbetalers voor de rechtbank te dagen. De schuldeiser heeft geen rechtsvordering en zal botsen op onontvankelijkheid. In een teleologische interpretatie wordt deze sanctie soms beperkt tot schulden van kennelijk dronken klanten (hetzij voor de opgediende drank die hen in deze toestand heeft gebracht, hetzij voor de drank die hen verder is verstrekt toen ze kennelijk dronken toekwamen). Ook is er een uitzondering voor "de eetmalen welke tegelijk dranken en spijzen" omvatten, wat ook zou gelden voor het bestellen van een portie kaas bij een pintje, of zelfs voor borrelnootjes die bij de drank worden geserveerd. Ongeacht de niet-invorderbaarheid van drankschulden, blijft een klant die wegloopt zonder betalen schuldig aan het misdrijf flessentrekkerij, al bestaat ook daarover betwisting.

### Publiciteit
De volledige tekst van de besluitwet moet geafficheerd worden aan de poorten van alle gemeentehuizen en in de voornaamste zaal van alle drankslijterijen. Deze bepaling wordt weinig nageleefd, al zijn er gelagzalen waar een meestal vergeelde affiche hangt.

## Geschiedenis
Een eerste grote stap in de wetgevende aanpak van alcoholmisbruik was de Wet van 16 augustus 1887 op de openbare dronkenschap. Deze wet bestrafte iedereen die op straat, in drankgelegenheden of op andere publieke plaatsen dronken werd aangetroffen. Ook andere elementen ervan zijn in de besluitwet van 1939 hernomen, zoals het verbod op "bacchanale duels", het verbod om alcohol te schenken aan minderjarigen onder de zestien, of de onmogelijkheid om drankschulden in te vorderen. De besluitwet van 1939 was zelf grotendeels gebaseerd op een wetsontwerp dat in 1930 in de kamer van volksvertegenwoordigers was ingediend. Het verbod op het schenken van alcohol aan minderjarigen maakte vroeger het artikel 5 van de besluitwet uit, maar is in 2009 overgeheveld naar de Wet van 24 januari 1977 betreffende de bescherming van de gezondheid van de gebruikers op het stuk van de voedingsmiddelen en andere producten (artikel 6, § 6).

## Voetnoten
1. ↑  Wet van 7 september 1939 waarbij aan den Koning buitengewone machten worden toegekend (BS 8 september 1939)
2. ↑  Cass. 26 maart 1956, Pas. I, 1956, p. 789; Cass. 16 februari 1971, Pas. I, 1971, p. 551; Cass. 13 februari 2002, P.01.1523.F; Cass. 25 september 2013, P.13.0651.F
3. ↑  Ivan Bruggeman, "Alcohol in het verkeer" in: Het wegverkeer. 'De Postal'. Praktisch – Snel – Gecommentarieerd, eds. Thierry Papart e.a., 2019
4. ↑  Kris Wagner, Sancties in het burgerlijk procesrecht, 2007, p. 206
5. ↑  Rekening niet betaald op café? Hoe kaasjes en borrelnootjes bij een pintje een verschil kunnen maken in de rechtbank, VRT NWS, 20 juli 2022
6. ↑  Joanie Dehullu, Vloek of zegen? 100 jaar alcoholwet, Hasselt, Jenevermuseum, 2019, p. 5